# SWI/SNFファミリー
SWI/SNFファミリー（SWItch/Sucrose Non-Fermentable）は、真核生物に存在するATP依存性クロマチンリモデリング因子のファミリーの1つである。すなわち、DNAのパッケージングの変換に関係するタンパク質のグループである。SWI/SNF複合体はSWI/SNFファミリーのいくつかのタンパク質とその他のポリペプチドから構成される。DNAによって刺激されるATPアーゼ活性を持ち、再構成されたヌクレオソームに対しATP依存的にヒストン-DNA間の相互作用を不安定化する作用を示すが、こうした変化の正確な機構は不明である。SWI/SNFファミリーはヌクレオソームの放出（eject）やスライドなど、重要なリモデリングを行う。ヌクレオソームの移動によってクロマチンへのアクセスは容易になり、遺伝子の活性化や抑制といった変化をもたらすことが可能となる。
ヒトではBAF（BRG1/BRM associated factors、SWI/SNF-A）、PBAF（Polybromo-associated BAF、SWI/SNF-B）といった複合体が存在し、ショウジョウバエではBAP（Brahma Associated Protein）、PBAP（Polybromo-associated BAP）として知られる。

## 作用機序
酵母のSWI/SNF複合体は、ヌクレオソームの位置などを変化させることが示されている。変化は、ヌクレオソームのスライディング、放出、そしてヌクレオソームの特定の構成要素のみの放出の3種類に分類される。こうした作用のため、SWI/SNFファミリーは「アクセスリモデラー」（access remodeller）と呼ばれ、転写因子がより容易に結合できるよう、転写因子結合部位を露出させることで遺伝子の発現を促進する。SWI/SNFによるヌクレオソームリモデリングの機構としては、2つのモデルが提唱されている。1つ目のモデルでは、ヌクレオソームDNA内のねじれ欠陥（twist defect）がヌクレオソームのDNAの入口部位からヒストン八量体表面のDNAをコークスクリュー状に一方向に伝播していくとされる。もう1つのモデルは"bulge"もしくは"loop-recapture"機構と呼ばれ、ヌクレオソームの末端部のDNAが解離してヌクレオソーム内で再結合することで、ヒストン八量体表面にバルジが形成される。その後、DNAのループはヒストン八量体表面を波のように伝播していき、ヒストン-DNA間の接触の総数は変化することなくDNAの再配置が行われるとされる。

## がん抑制因子としての役割
哺乳類のSWI/SNF（mSWI/SNF）複合体は、多くの悪性腫瘍においてがん抑制因子として機能する。初期の研究では、がん細胞株でSWI/SNFのサブユニットが高頻度で欠乏していることが明らかにされた。SWI/SNFは、1998年に希少小児がんである悪性ラブドイド腫瘍で最初にがん抑制因子であることが同定された。SWI/SNFががん抑制因子として作用する他の例は、BAF45のヘテロ接合型欠失や変化からも得られている。こうした変化は慢性・急性骨髄性白血病や、稀なケースでは非ホジキンリンパ腫の原因となる。BAF47のがん抑制因子としての作用の実証のため、マウスでのBAF47の完全なノックアウトによるラブドイド腫瘍の形成実験が行われた。2010年ごろ、DNAシーケンシングコストの低下とともに多くの腫瘍で配列決定が行われた。こうした研究のいくつかではSWI/SNFががん抑制因子であることが明らかにされ、複合体のサブユニットであるARID1A、PBRM1、SMARCB1、SMARCA4、ARID2などがヒトのがんで高頻度で変異していることが明らかにされた。一方でBAF47（SMARCB1）の完全な喪失は極めて稀であり、大部分の症例はBRG1（SMARCA4）の欠失、BRM（SMARCA2）の欠失、もしくは双方のサブユニットの喪失によるものであった。その後の解析では、調査された100種類の細胞株のうち約10%では双方のサブユニットの完全な喪失がみられると結論付けられた。多数の配列決定研究のメタアナリシスによって、ヒトの悪性腫瘍の約20%でSWI/SNFに変異が生じていることが示された。

## がん依存性における役割
mSWI/SNF複合体の機能は高度に組織特異的であり、上述したがん抑制因子としての役割に加えて、急性骨髄性白血病、前立腺がん、ぶどう膜悪性黒色腫、滑膜肉腫などいくつかのがんでは、がんの依存性因子となっている。こうした腫瘍ではSWI/SNF活性は治療のための薬剤標的となる可能性があるため、産学のいくつかのプログラムで複合体を標的とした阻害剤やプロテインデグレーダーの開発が試みられている。ATP加水分解の阻害や重要なタンパク質サブユニットの分解によってSWI/SNF複合体を不活性化する低分子は、前臨床研究において有効性が示されている。この領域は迅速に進展しており、これらの複合体を標的とした薬剤開発が進行中である。

## 構造

SWI/SNFのドメイン構成

SWI/SNFやRSC（SWI/SNF-B）の電顕研究によって、大きな（1.1–1.3 MDa）複合体の構造が明らかにされている.。複合体のATPアーゼサブユニットの構造はRecAのものと類似しており、さらにN末端にはアクチン結合能を持つHSAドメイン、C末端にはアセチル化されたリジンに結合するブロモドメインが存在する。酵母のATPアーゼサブユニットであるSnf2とヌクレオソームとの複合体のクライオ電顕構造では、結合部位でヌクレオソームのDNAが局所的に変形していることが示されている。酵母のSnf2との高度の配列相同性に基づき、哺乳類のATPアーゼサブユニットであるSMARCA4も同様の特徴を持つことが示されている。BAF155（SMARCC1）とBAF47（SMARCB1）の複合体構造も得られており、SWI/SNF複合体の組み立て経路に関する重要な知見が得られている。

### SWIB/MDM2ドメイン
SWIB/MDM2ドメインは、SWI/SNF-Bの構成要素であるBAF60b（SMARCD2）と、p53の負の調節因子であるMDM2に共通して存在するドメインである。両者のドメインは相同であり、共通した機構の存在が示唆されている。

### 相互作用
SWI/SNF複合体を構成するさまざまなサブユニットは互いに相互作用し、cBAF（canonical BAF）、PBAF（polybromo-associated BAF）、ncBAF（non-canonical BAF）と呼ばれる3種類の異なる構成の複合体が形成される。cBAFは活発なエンハンサー領域、PBAFは活発なプロモーター領域、ncBAFはCTCF結合部位に主に局在している。SWI/SNFファミリー内での相互作用に加えて、SNF5（SMARCB1）やBAF155（SMARCC1）など一部のサブユニットは、c-MYCやAP-1複合体のFOS、JUNファミリーのタンパク質などの転写因子と相互作用する。

## ファミリーのメンバー
酵母のSWI/SNFファミリーのメンバーと、ヒトとショウジョウバエのオルソログを下に示す。
| 酵母        | ヒト                      | ショウジョウバエ | 機能                              |
| ----------- | ------------------------- | ---------------- | --------------------------------- |
| SWI1        | ARID1A, ARID1B            | OSA              | LXXLL核内受容体結合モチーフを持つ |
| SWI2/SNF2   | SMARCA2, SMARCA4          | BRM              | ATP依存性クロマチンリモデリング   |
| SWI3        | SMARCC1, SMARCC2          | Moira/BAP155     | 機能未知                          |
| SWP73/SNF12 | SMARCD1, SMARCD2, SMARCD3 | BAP60            | 機能未知                          |
| SWP61/ARP7  | ACTL6A, ACTL6B            |                  | アクチン様タンパク質              |
| SNF5        | SMARCB1                   | SNR1             | ATP依存性クロマチンリモデリング   |

## 歴史
SWI/SNF複合体は出芽酵母Saccharomyces cerevisiaeで最初に発見された。SWI/SNFという名称は、酵母の接合型の切り替え（mating type switching、SWI）、そしてスクロース発酵（sucrose non-fermenting、SNF）に影響を与える変異の同定を目的とした、2つの独立したスクリーニングを通じて発見されたことに由来する。